# Adam Kokoszka
Adam Kokoszka (Andrychów, 1986. október 6. –) lengyel válogatott labdarúgó, jelenleg a Torpedo Moszkva játékosa. Posztját tekintve belsővédő.

## Sikerei, díjai
Wisła Kraków
- Lengyel bajnok (1): 2007–08